# Lor3l3i
:LOR3L3I: (чит. лорелей, або лорелай) — це меланхолійний соло-проєкт електронної музики від Хайке Ланґганс (Draconian), започаткований у 2006 році в Кейптауні, Південна Африка (зараз основне місце дії — Швеція, де й проживає солістка гурту Draconian).

## Опис
Проєкт розвивається під впливом таких жанрів як дарквейв, синті-поп, ембієнт та даунтемпо. В текстах переважає тематика, пов'язана із космосом, любов'ю, смертю, темрявою, внутрішніми переживаннями та неосяжним, глибоким океаном. Інформація, яку цей проєкт намагається донести до слухачів — це відчуття душевної боротьби та переживань, а також атмосфера похмурого спокою.
Незважаючи на те, що у :LOR3L3I: значно збільшилася кількість шанувальників після приєднання Хайке Ланґганс до гурту Draconian, проєкт тяжіє до того, щоб залишитись якомога більш андеґраундним, і зберегти глибоке й дуже особисте бачення — крізь весь цей хаос та шум, пов'язані із новонабутим визнанням.
У 2013 Хайке почала працю над повноцінним дебютним альбомом, але основну частку своєї креативності присвячує створенню нового альбому Draconian.

## Хайке Ланґганс про проєкт
|  | Лорелай — це ім'я русалки, сирени, яка спокушала втомлених рибалок до смерті — найпрекраснішим співом, який їм коли-небудь доводилося слухати. |

|                  | Ця музика походить з місця, набагато глибшого та похмурішого, ніж я можу пояснити. І оскільки цей проєкт залишається все таким же вкрай андеґраундним, будь-яка підтримка є щирою та високо цінується. |
| — Хайке Ланґганс | |

## Дискографія

### Самвидав
| Hold on to Silence (2010) | Hold on to Silence (2010)              | Hold on to Silence (2010) |
| #                         | Назва                                  | Тривалість                |
| ------------------------- | -------------------------------------- | ------------------------- |
| 1.                        | «Wolfheart»                            | 3:29                      |
| 2.                        | «Ghost»                                | 5:45                      |
| 3.                        | «Leave Me»                             | 5:23                      |
| 4.                        | «I Found You»                          | 4:06                      |
| 5.                        | «Starnova»                             | 4:31                      |
| 6.                        | «Hold On To Silence»                   | 5:11                      |
| 7.                        | «Dear Brother»                         | 4:56                      |
| 8.                        | «Before The Storm»                     | 6:14                      |
| 9.                        | «Son Of Jupiter, Daughter Of The Moon» | 4:00                      |
| 10.                       | «Never Say Sever (Club Gotham edit)»   | 4:21                      |
| 11.                       | «It's Only Me»                         | 4:50                      |

### Сингли
| Otherwordly Children (2011) | Otherwordly Children (2011) | Otherwordly Children (2011) |
| #                           | Назва                       | Тривалість                  |
| --------------------------- | --------------------------- | --------------------------- |
| 1.                          | «Otherworldly Children»     | 6:04                        |

### Інше
| Треки, які не ввійшли у жоден збірник | Треки, які не ввійшли у жоден збірник | Треки, які не ввійшли у жоден збірник |
| #                                     | Назва                                 | Тривалість                            |
| ------------------------------------- | ------------------------------------- | ------------------------------------- |
| 1.                                    | «House Of Blades»                     | 5:47                                  |
| 2.                                    | «Reprochuman»                         | 4:19                                  |
| 3.                                    | «Softly Over (Yazoo cover)»           | 3:23                                  |